# Nacha Pop
Nacha Pop va ser un grup musical espanyol dels anys 1980, format enmig de la llavors anomenada moguda madrilenya. En la seva formació més coneguda van participar Antonio Vega i Nacho García Vega (guitarres i veus), Carlos Brooking (baix) i Ñete (bateria). Format el 1978, després de desintegrar-se el grup Uhu Helicopter, es va dissoldre deu anys més tard, encara que el 2007 van tornar a reunir-se per a una gira.

## Membres

### Membres oficials
- Antonio Vega†: Veu, Guitarra (1978-1988/2007-2009)
- Nacho Garcia Vega: Veu, Guitarra (1978-1988/2007-2009/2010/2012)
- Carlos Brooking: Baix (1978-1988/2010)
- Ñete: Bateria (1978-1985/2010)

### Músics d'estudi
- Sergio Castillo: Bateria (1986-1988)
- Teddy Bautista: Teclats (1980)
- Ana Curra: Teclats en "Reflex de tu" (1982)
- Agustín Segarra: Teclats en "Lluerna" (1982)
- Paco Musulén: Teclats en "No puc mirar" i "Com fins avui" (1983)
- Esteban Hirschfeld: Teclats (1983-1984)
- Teo Cardalda: Teclats en el EP "Una decima de segon" (1984)
- Mike Herting: Teclats (1987)
- Manolo Villalta: Teclats (1988)
- Marco Rosa: Baix en "Enganxat a un senyal de bus" i "Sense conversa" (1983)
- Fernando Illán: Baix (1988)
- Arturo Soriano: Saxofon (1988)

### Tour 80-08 Reiniciando
- Goar Iñurrieta: Guitarra, Cors (2007-2009)
- Basilio Martí: Teclats, Organo, Piano (2007-2009)
- Nacho Lesco: Teclats, Percussió, Cors (2007-2009)
- Fernando Illán: Baix (2007-2009)
- Anye Bao: Bateria (2007-2009)

## Discografia

### Discos d'estudi
- Nacha Pop (EMI-Hispavox, 1980)
- Buena disposición (EMI-Hispavox, 1982)
- Más números, otras Letras (DRO-Warner, 1983)
- Dibujos animados (Polydor-Universal, 1985)
- El momento (Polydor-Universal, 1987)
- "Efecto Inmediato" (Cera Real Discos, 2017).

### EP
- Una décima de segundo (DRO-Warner, 1984)

### Discos en directe
- 80-88 (Polydor-Universal, 1988)
- Tour 80-08 Reiniciando (2008)

### Recopilacions
- Bravo (1996). Editado sólo en México
- Lo mejor de Nacha Pop, Rico y Antonio Vega (1997)
- Un día cualquiera. Colección de canciones (2003)
- La más completa colección (2005)

## Filmografia
- A tope (Ramón Fernández, 1984)
- Un día cualquiera: visiones del ayer (DVD, 2003)
- 80-88 (DVD, 2004)
- Tour 80-08 Reiniciando (DVD, 2008)